# 松平近形
松平 近形（まつだいら ちかのり）は、江戸時代中期の大名。豊後国府内藩の第5代藩主。官位は従五位下・主膳正。親清流大給松平家9代。

## 略歴
第4代藩主・松平近貞の長男として誕生した。はじめ家臣の津久井氏に養われ、津久井桃之助と名乗った。享保13年（1728年）に実家に戻る。
延享2年（1745年）9月18日、父の隠居により家督を継いだ。父の代に破綻した藩財政を再建するため、倹約令を主とした法令を制定し、産業振興を奨励し、藩札の発行などを行なった。しかし、宝暦11年（1762年）3月、幕府領であった赤松村の農民と藩の間で銭瓶石騒動に絡む刃傷沙汰が発生すると、幕府から逼塞2か月の処罰を受けてしまう。その上、明和2年（1765年）には大洪水、明和6年（1769年）7月には大地震が起こって藩が大被害を受けるなど、藩政改革は失敗に終わった。
このような失意の中で、明和7年（1770年）7月21日、家督を長男の近儔に譲って隠居した。安永2年（1773年）6月10日（6月7日とも言われている）に51歳で死去した。

## 系譜
父母
- 松平近貞（父）

正室
- 牧野明成の娘

子女
- 松平近儔（長男）
- 蒔田定祥
- 松平近義（三男）
- 酒井忠恭継室
- 紀井 ー 酒井忠崇正室